# Грин, Брендан
Брендан Грин (англ. Brendan Green; род. 4 ноября 1986, Хей-Ривер, Северо-Западные территории) — канадский биатлонист, участник олимпийских игр 2010 года в Ванкувере и 2014 года в Сочи.
Завершил карьеру 8 февраля 2019 года

## Биография
Брендан катается на лыжах с трёх лет, а в девять решил себя попробовать в биатлоне. Брендан Грин участвовал в территориальных, а затем и национальных соревнованиях, что позволило ему войти в национальную юниорскую сборную, в составе которой Грин был три года и участвовал в юниорских чемпионатах мира 2005 и 2007 года, став серебряным и бронзовым призёром в эстафете.
С 2007 года участвовал в национальной взрослой команде страны. Восемь раз Брендан Грин становился призёром национальных чемпионатов по биатлону. В 2010 году участвовал в домашних олимпийских играх и вышел на старт эстафеты вместе с Робином Клеггом, Марк-Андре Бедаром, Жан-Филипп Легёйллеком, где бежал третий этап.
В 2016 году завоевал бронзовую медаль чемпионата мира в эстафете.
Брендан Грин живёт в Кенморе, Альберта и тренируется у Маттиаса Ахренса (Matthias Ahrens).